# Zamek w Nieświeżu
Zamek w Nieświeżu – zamek w Nieświeżu, w przeszłości stanowił rezydencję rodu Radziwiłłów.

## Historia

### Średniowiecze
W 1446 roku król Kazimierz Jagiellończyk przekazał Nieśwież Mikołajowi Niemirowiczowi, bojarowi litewskiemu, który wybitnie przysłużył się wyniesieniu Kazimierza Jagiellończyka na tron. Rok ten uważa się za właściwą datę założenia Nieświeża, którą potwierdzają źródła historyczne. Po Niemirowiczu Nieśwież przeszedł w posiadanie litewskiego rodu Kiszków, którzy do 1533 roku byli właścicielami Nieświeża i istniejącego tu drewnianego zamku. Po Annie z Kiszków miejscowość przeszła na własność jej synów: Mikołaja Radziwiłła „Czarnego” i jego brata Jana. W 1551 r. tutaj zostały sprowadzone radziwiłłowskie archiwa, a w 1579 r. cały majątek został zamieniony w ordynację.

### Rzeczpospolita Obojga Narodów

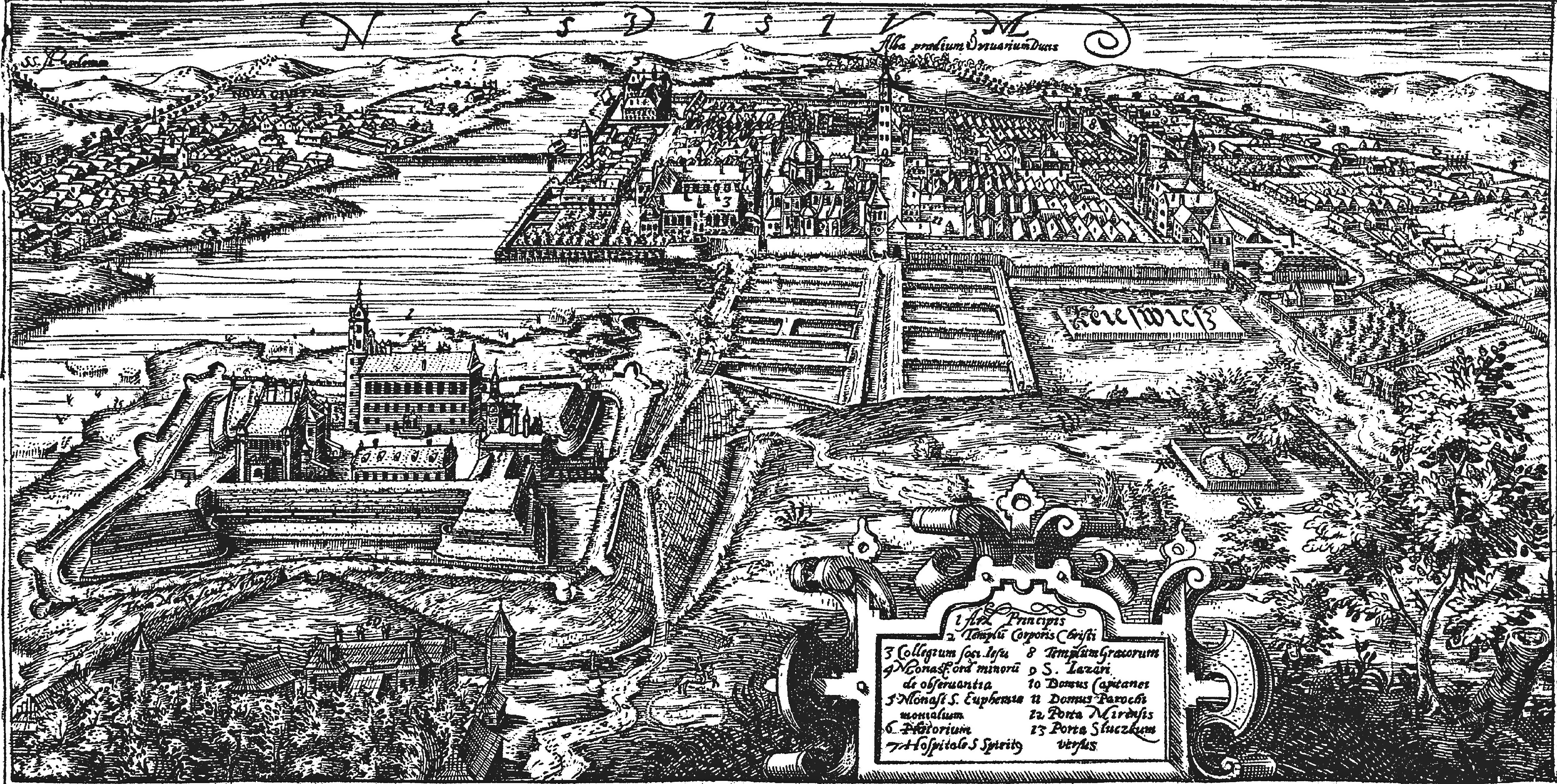
Nieśwież i zamek, 1604

W latach 1582–1600 marszałek wielki litewski Mikołaj Krzysztof Radziwiłł „Sierotka” w miejscu dawnych fortyfikacji polecił zbudować renesansowo-barokowy zamek na planie kwadratu, wg projektu Jana Marii Bernardoniego. Wewnątrz zamku zbudowano kwadratowy pałac Radziwiłłów z loggią i czterema ośmiobocznymi wieżyczkami („Pałac Stary”), kamienicę zamkową z wieżą i arsenał. Na zamek prowadziła brama z wieżą zegarową. Budowle te otoczono nowoczesnymi w tym czasie fortyfikacjami o długości 120 na 160 metrów składającymi się czterech bastionów połączonych kurtynami. Całość założenia dodatkowo ochraniały fosa i staw. Około 1650 roku Aleksander Ludwik Radziwiłł dobudował dwa skrzydła galerii łączące pałac z kamienicą zamkową i arsenałem.
W 1655 roku wojska moskiewskie nie zdołały zdobyć zamku, ale w dniu 5 grudnia 1655 roku należący do popierającego króla Polski Michała Kazimierza Radziwiłła zamek zajęły oddziały Bogusława Radziwiłła na skutek zdrady 367 żołnierzy garnizonu słuckiego pod dowództwem Adama Wollaxa. Z analizy spisu majątku z 1658 r. wynika, że straty poniesione przez zamek nie były duże. W latach 1659–1660 zamek przetrwał oblężenie moskiewskie wojsk Iwana Chowańskiego, ale od pożaru zniszczone zostały dachy, hełmy na wieży, część bramy i apartamenty drugiego piętra.
W 1706 r. podczas III wojny północnej, armia króla szwedzkiego Karola XII zajęła zamek i uszkodziła fortyfikacje. Kilka lat później Radziwiłłowie sprowadzili niemieckich i włoskich architektów, którzy usunęli zniszczenia i powiększyli zamek.
Ciekawą postacią zamieszkująca dobra nieświeskie był Karol Stanisław Radziwiłł (Panie Kochanku), przeciwnik Stanisława Augusta Poniatowskiego, znany z przepychu i rozpustnego życia. Antoni Zaleski udekorował żółte fasady budynku barokowymi stiukami. Odbudowano XVI-wieczne bramy zamkowe, a dwupoziomową wieżę strażnicy zwieńczono hełmem. Nadbudowano też arsenał. W ten sposób trzy oddzielne budowle otaczające centralny dziedziniec zostały połączone w jedną całość.
Podczas konfederacji barskiej w 1770 r. zamek został zajęty przez Rosjan, a Radziwiłłowie zostali wygnani. Nieco później ich archiwa zostały przewiezione do Petersburga (gdzie znajdują się do dziś), a większość zebranych w pałacu dzieł sztuki została podzielona między rosyjskich szlachciców. Opuszczone przez rodzimych właścicieli i wojska rosyjskie dobra nieświeskie zaczęły popadać w ruinę.
W 1785 r. na zamek przybył król Stanisław August Poniatowski.

### Okres rozbiorów
Armia Rosyjska po raz kolejny przejęła posiadłość po 1812 roku, w odwecie za udział ówczesnego ordynata Dominika Hieronima Radziwiłła w wyprawie na Moskwę (stał na czele własnego pułku jazdy).
Pomiędzy 1881 a 1886 r. posiadłość powróciła w ręce Radziwiłłów i nastąpiła gruntowna renowacja dokonana przez rezydującego na stałe w Berlinie księcia Antoniego Radziwiłła i jego francuską żonę Marię de Castellane. Oni także zaprojektowali park o charakterze krajobrazowym w stylu angielskim o powierzchni ponad 1 km².
Kolejny wielki cios dla obrazów, mebli, wyposażenia wojennego i innych bogatych eksponatów przyniosła I wojna światowa.

### Dwudziestolecie międzywojenne

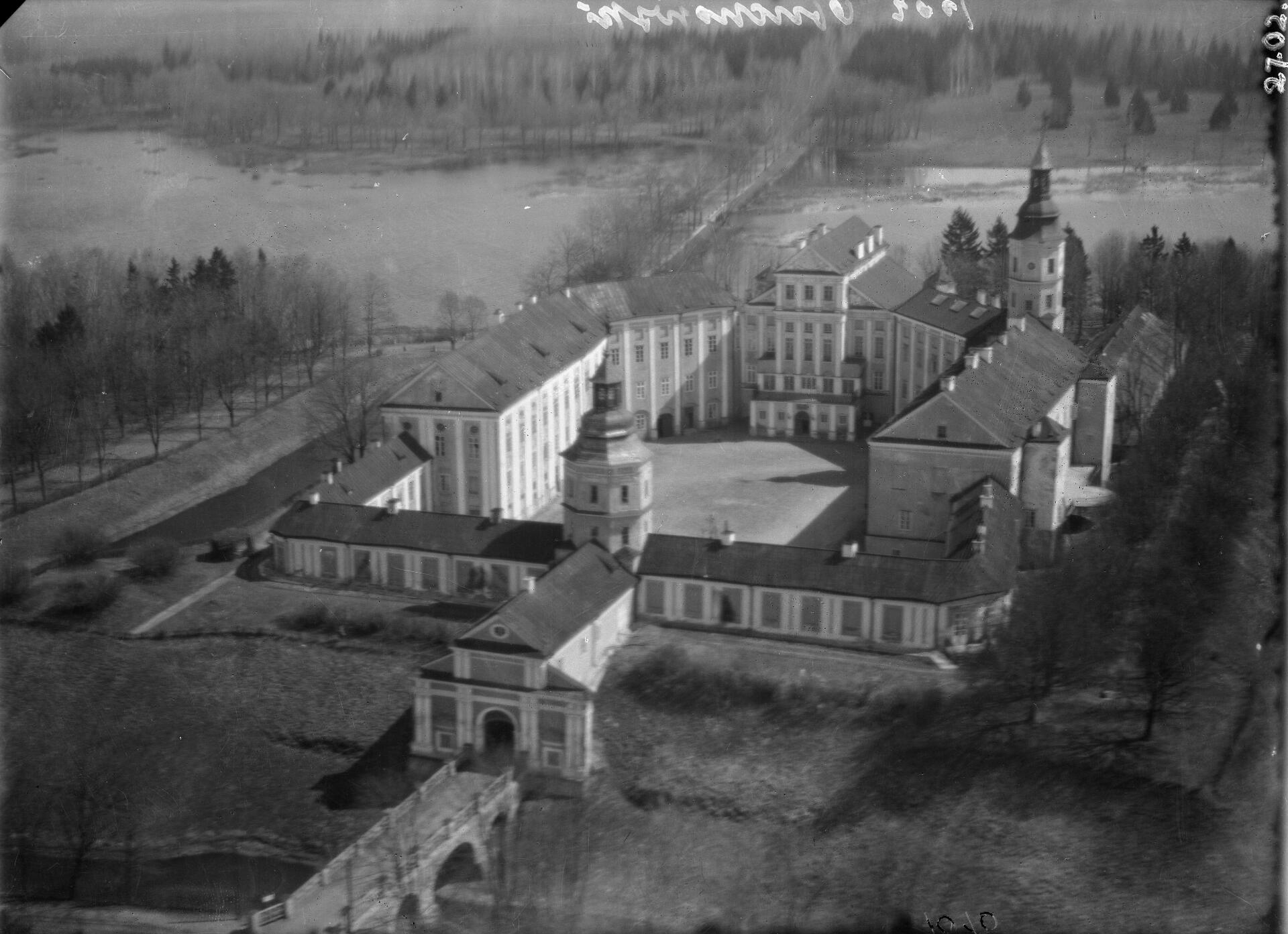
Zamek w Nieświeżu, przed 1939

W dwudziestoleciu międzywojennym zamek stanowił osobną miejscowość Zamek Radziwiłła, leżącą w Polsce, w województwie nowogródzkim, w powiecie nieświeskim, w gminie Łań. W 1921 miejscowość liczyła 95 mieszkańców, zamieszkałych w 1 budynku, w tym 71 Polaków i 24 Białorusinów. 85 mieszkańców było wyznania rzymskokatolickiego i 10 prawosławnego.
W dwudziestoleciu międzywojennym nieświeski zamek zasłynął ze spotkania marszałka Józefa Piłsudskiego z polskimi arystokratami, manifestując chęć współpracy z kołami ziemiańskimi. Do tego spotkania doprowadził m.in. Stanisław Mackiewicz, który tak opisywał wnętrza zamku w Nieświeżu: „Olbrzymie zamczysko składało się z sal ozdobionych setkami radziwiłłowskich portretów, setkami zbroi i rozwieszonymi pasami słuckimi (...) jedynym oświetleniem były świece. Światła tych świec, niespokojne i nastrojowe, kładły się na kolorach odwiecznych portretów, odbijały się blaskami w zbrojach”. W tym czasie na zamku znajdowało się około 2000 kompletów zbroi, setki bezcennych obrazów, kolekcje przeróżnych eksponatów, pamiątki rodzinne Radziwiłłów.

### Po 1945 r.
Po zakończeniu II wojny światowej Radziwiłłowie i inni Polacy z Kresów Wschodnich zostali wygnani z ziemi ojczystej. Nieśwież został wcielony do Białorusi, władze białoruskie przekształciły wspaniałą rezydencję Radziwiłłów w sanatorium. Zamek był sukcesywnie ograbiany i niszczony (podobnie poczyniono z wielowiekowym parkiem), z dawnych wspaniałości sztuki europejskiej i bogatego wystroju wewnętrznego zostało zaledwie kilka pieców i kominków, oraz gdzieniegdzie „strzępy” przedwojennego parkietu.
W XXI w zamek został odrestaurowany i 20 lipca 2012 otwarty dla zwiedzających. Muzeum jest tłumnie odwiedzione przez zwiedzających, dzięki czemu już w 2012 jako pierwsze państwowe muzeum na Białorusi osiągnęło samowystarczalność finansową.

## Zabytki

### Kościół i mauzoleum

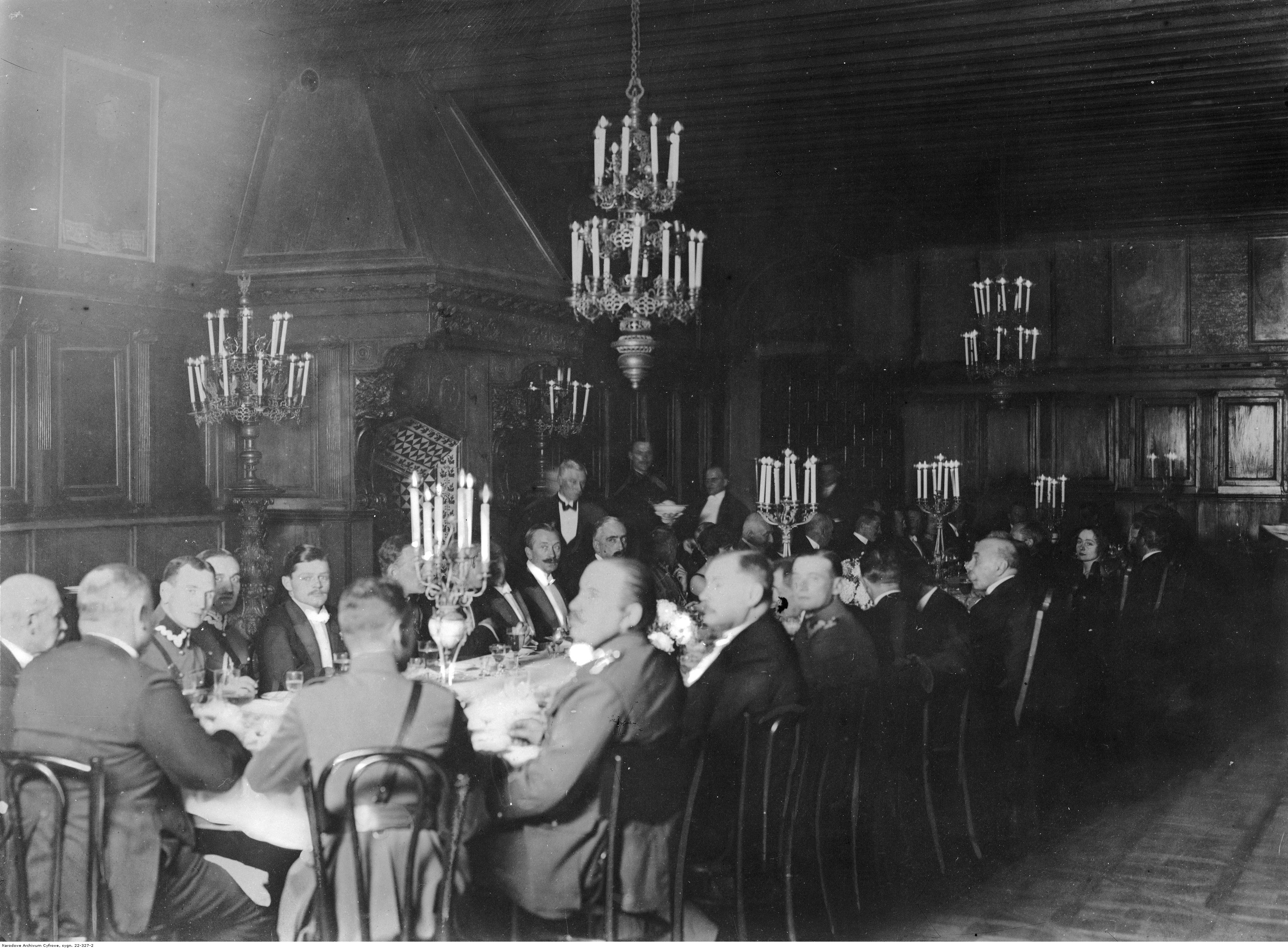
Bankiet wydany przez Radziwiłłów na cześć Józefa Piłsudskiego w sali kominkowej pałacu w Nieświeżu, październik 1926 roku

Bardzo ważną budowlą Nieświeża jest połączony z zamkiem kościół jezuitów pw. Bożego Ciała, zbudowany w latach 1587–1603. Stanowi on mauzoleum 102 członków rodziny Radziwiłłów. Każda wykonana z brzozy trumna jest oznaczona rodowym herbem Trąby. Kościół został zaprojektowany przez polskiego architekta włoskiego pochodzenia Jana Marii Bernardoniego na wzór Il Gesù w Rzymie jako pierwsza na świecie bazylika z kopułą i barokową fasadą, rozpoczynając epokę baroku zarówno w Polsce, jak i Europie Wschodniej. Oprócz kunsztownych nagrobków we wnętrzu można zobaczyć późnobarokowe freski wykonane około 1760 r. oraz wyrzeźbiony w 1583 r. przez weneckich rzeźbiarzy ołtarz przedstawiający Jezusa ukrzyżowanego.

## Obecnie
W 1994 r. zespół zamkowy został uznany za narodowy pomnik historii i kultury przez władze białoruskie. W 1997 roku rozpoczęto restaurację zamku. W 2001 r. zespół zamkowy został przekazany Narodowemu Muzeum-Rezerwatowi Historyczno-Kulturalnemu Nieśwież. W 2002 r. z powodu karygodnych zaniedbań najwyższe piętro budynku zostało zniszczone przez pożar. W 2004 roku przebudowano także zwieńczenie wieży według wyglądu z XVII wieku, niepasujące do stylu zamku. W 2012 roku przywrócono poprzedni hełm wieży. W 2005 r. dzięki wielkim wysiłkom i inicjatywie m.in. Polaków, architektoniczny, rezydencjalny i kulturalny zespół rodu Radziwiłłów został wpisany na listę światowego dziedzictwa UNESCO. Jednak mimo tego profanacja obiektu nie ustała. Rekonstrukcja zamku pociągnęła za sobą wiele ostrych krytyk ze względu na nieuzasadnione prace i dopuszczenie do zniszczeń. W marcu 2008 r. podczas prac renowacyjnych Białorusini wyburzyli część zamku – zniszczona została jedna z galerii łączących główny korpus pałacowy ze skrzydłem bocznym zamku. Zamek otwarto dla zwiedzających 21 lipca 2012 roku. Pierwszym zwiedzającym zamek był prezydent Białorusi Aleksander Łukaszenko. Obecni byli też członkowie rodu Radziwiłłów. Według dyrektora zamkowego muzeum Siarhieja Klimau w latach 2010–2012 na restaurację zamku wydano 55 mln dolarów, a na eksponaty do niego 1,5 mln dolarów. W roku 2012 muzeum zarobiło milion dolarów. Organizowane są koncerty muzyki dawnej i wystawy czasowe, działa teatr im. Urszuli Radziwiłł. 10 listopada 2012 roku na zamku odbył się pierwszy bal od czasów Radziwiłłów, współorganizowany przez białoruskie ministerstwo kultury.

## Galeria

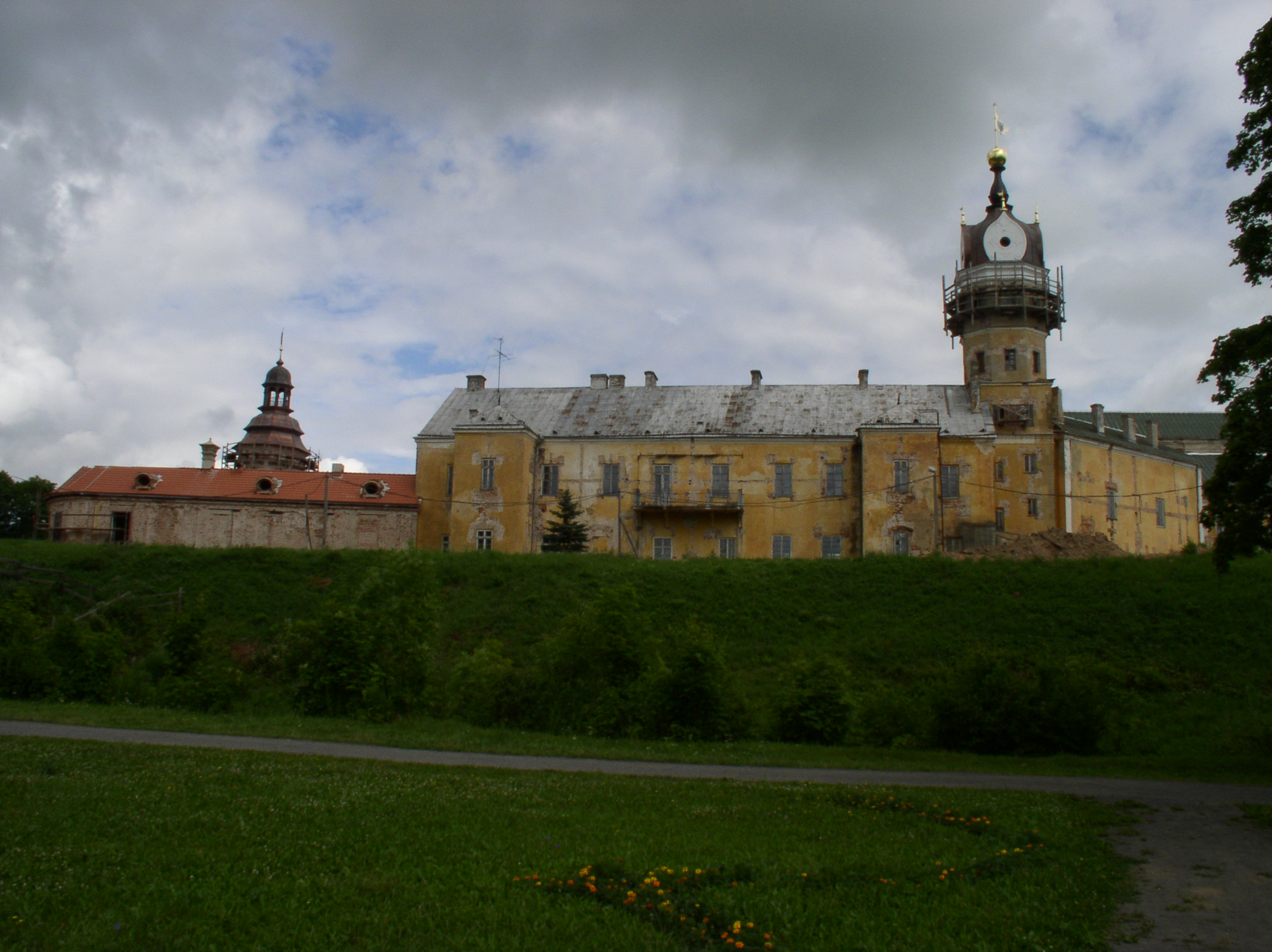
Zamek podczas restauracji w 2005 roku
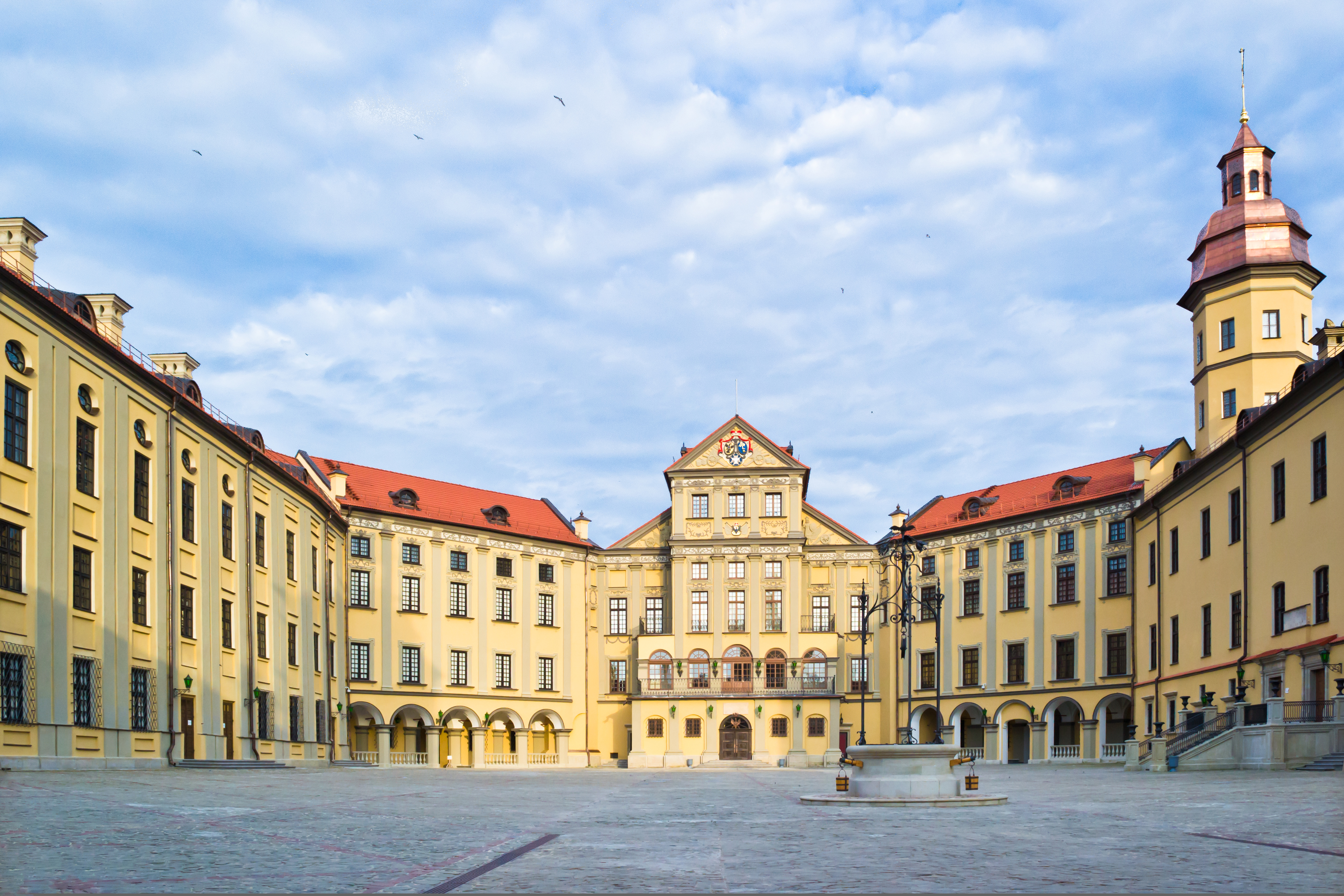
Widok z dziedzińca
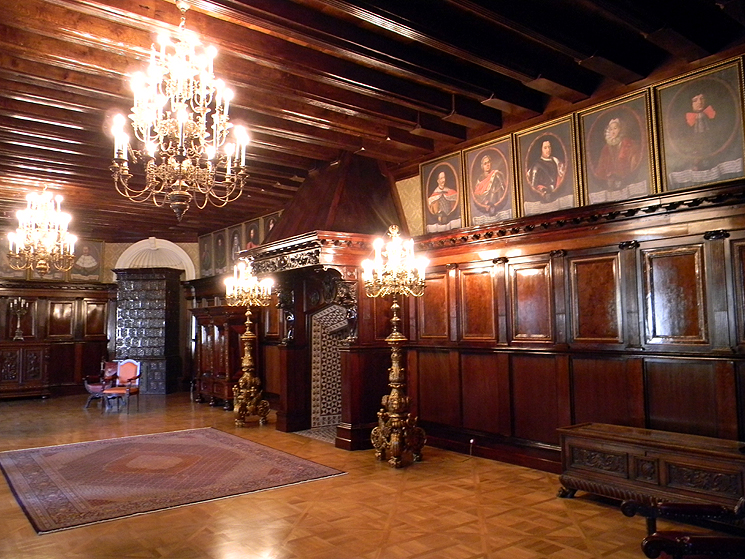
Sala kominkowa
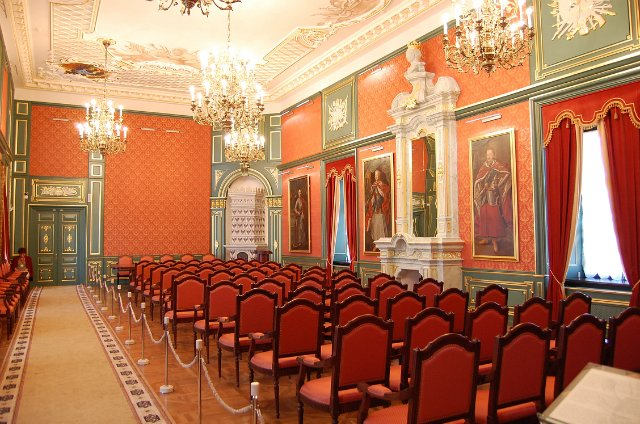
Sala hetmańska
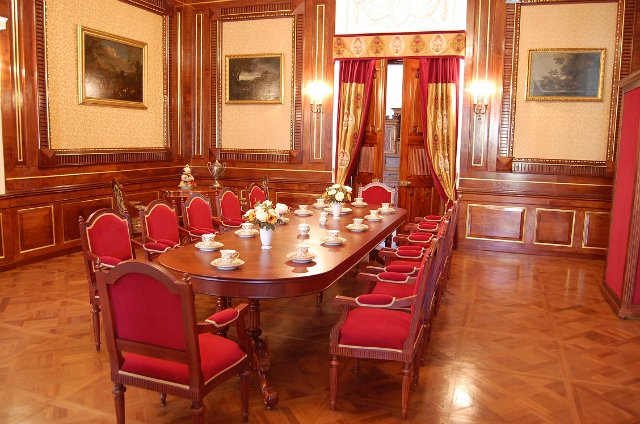
Bawialnia
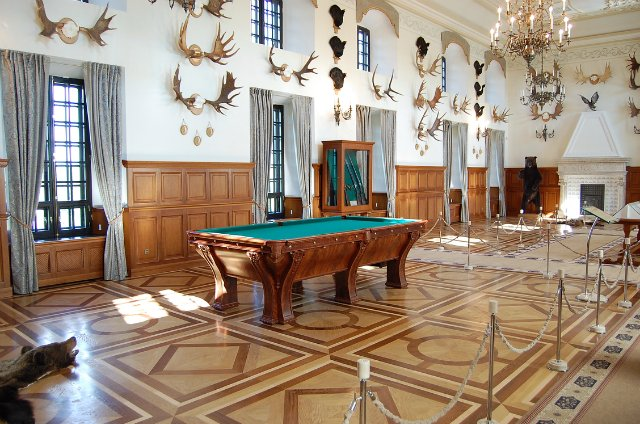
Sala łowiecka
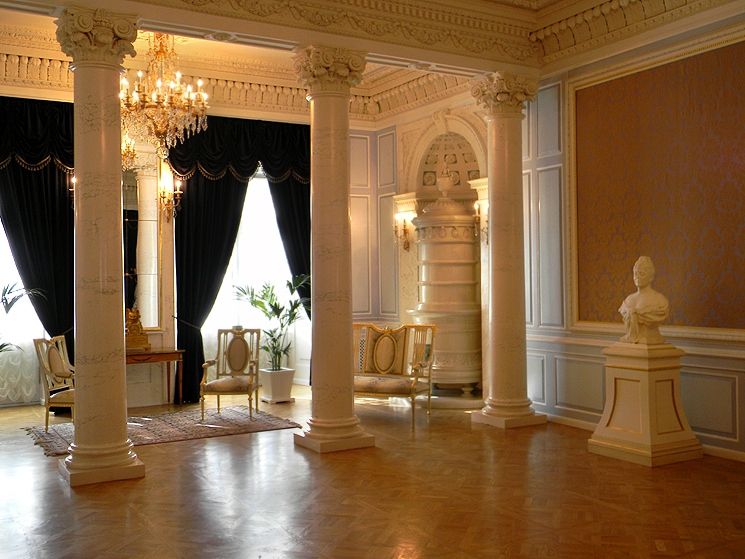
Sala balowa
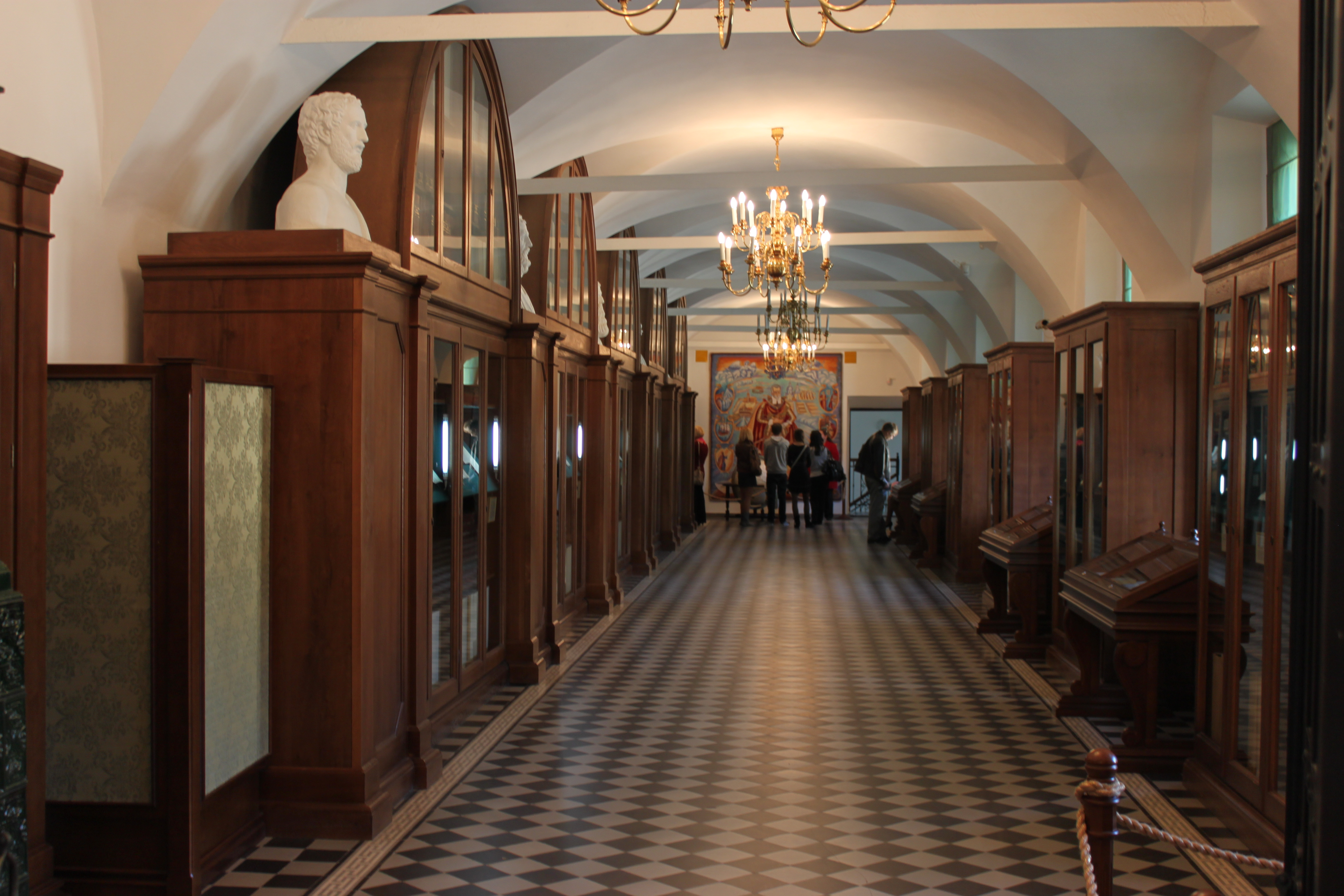
Galeria
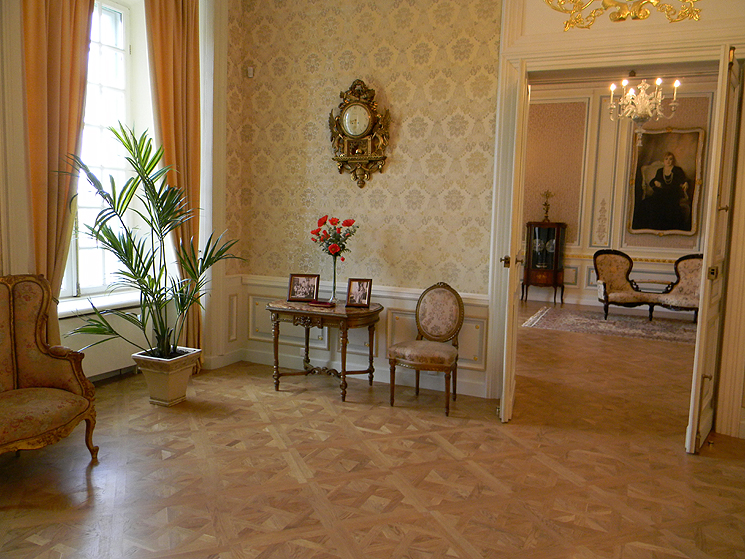
Sypialnie księżnej
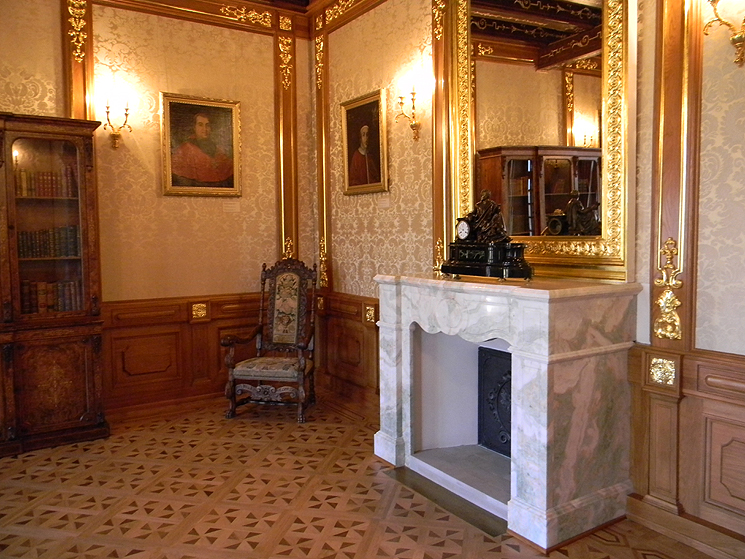
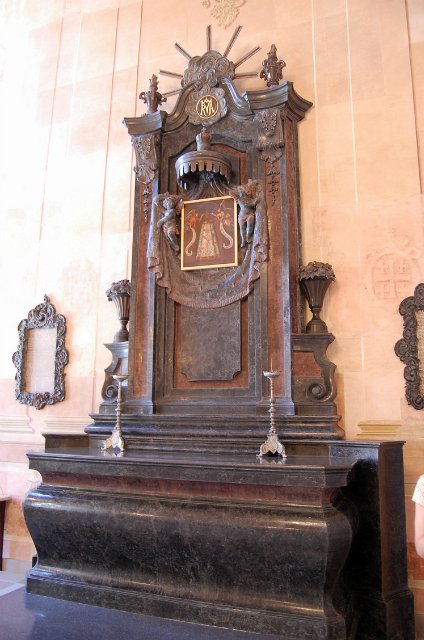
Ołtarz w kaplicy zamkowej
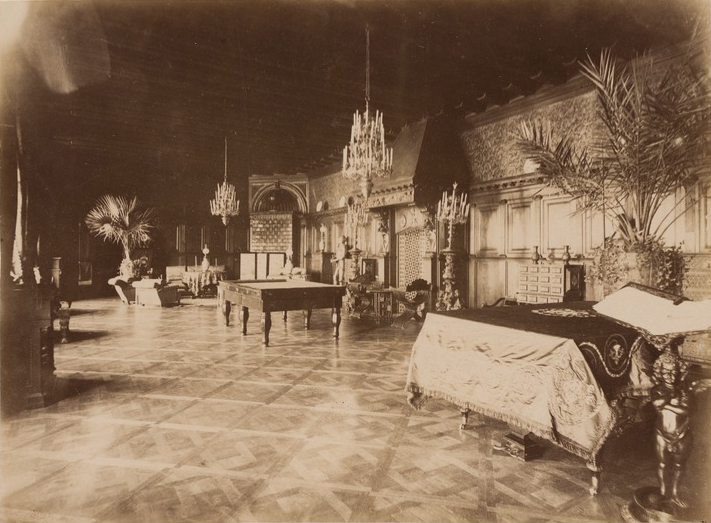
Ok 1894, jadalnia.